# Kopań (jezioro)
Kopań (niem. Vitter See) – jezioro na Wybrzeżu Koszalińskim, położone w województwie zachodniopomorskim, w powiecie sławieńskim, w gminie Darłowo, leżące na północny wschód od Darłowa.

## Charakterystyka
Jest to jezioro przybrzeżne, bogate w ryby, będące lęgowiskiem i ostoją licznych gatunków ptactwa. Woda lekko słonawa wskutek sztormowych wlewów wód przez suchy zwykle kanał, łączący jezioro z morzem. Stanowi dobre miejsce do uprawiania windsurfingu. Projektowane do objęcia ochroną jako obszar Natura 2000 (wraz z oddzielającą go od morza, zalesioną mierzeją).

## Dane morfometryczne
Powierzchnia zwierciadła wody według różnych źródeł wynosi od 786,5 ha do 789,7 ha.
Zwierciadło wody położone jest na wysokości 0,1 m n.p.m. Średnia głębokość jeziora wynosi 1,9 m, natomiast głębokość maksymalna 3,9 m.
W oparciu o badania przeprowadzone w 2001 roku wody jeziora zaliczono do III klasy czystości.